# Hôtel de l'Arquebuse
Pour les articles homonymes, voir maison de l'Arquebuse.
L'Hôtel de l'arquebuse  est un ancien hôtel particulier du XVIe siècle situé à Troyes, rue de la Planche-Clément dans le département de l’Aube.

## Localisation
L'hôtel se trouve au 43 rue de la Planche-Clément à Troyes dans l'Aube.

## Présentation
L'hôtel est construit en 1620 par le duc de Nevers, gouverneur, au pied des remparts.

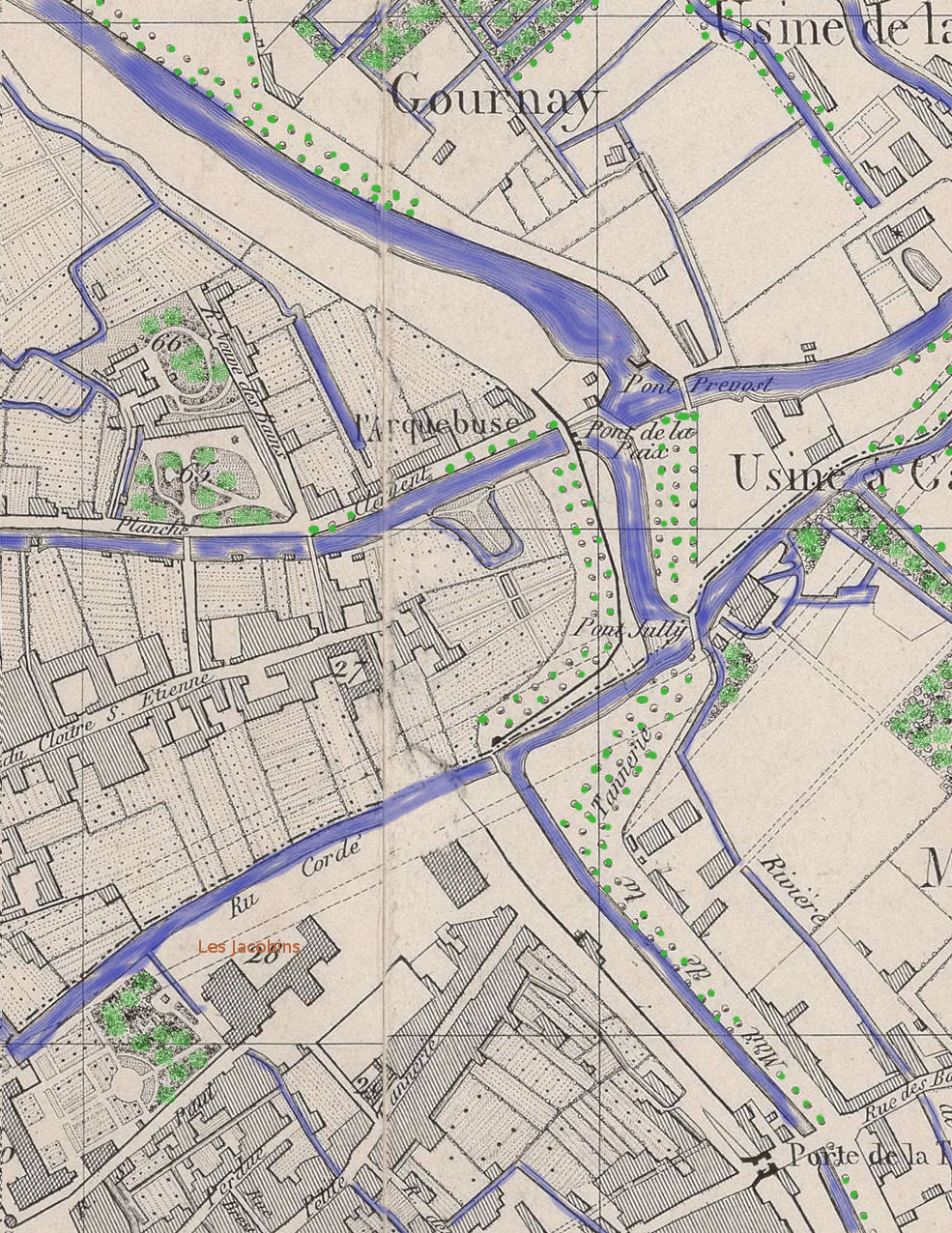
L'hôtel avec les bains sur un plan de 1839.

C'est l'ancien lieu de réunion et d'entrainement de la compagnie des arquebusiers de Troyes. En août 1607, plusieurs dizaines de compagnies de la Champagne, la Brie, la Bourgogne et l'Île-de-France viennent participer à Troyes à une rencontre qui se déroulait en l'hôtel. Il devient en 1829, les Grands Bains Meusy puis, qui deviennent en 1847, les Bains de l’Arquebuse.
En 1998, la ville de Troyes revend l'immeuble qui est alors transformé en résidence.

## Voir aussi

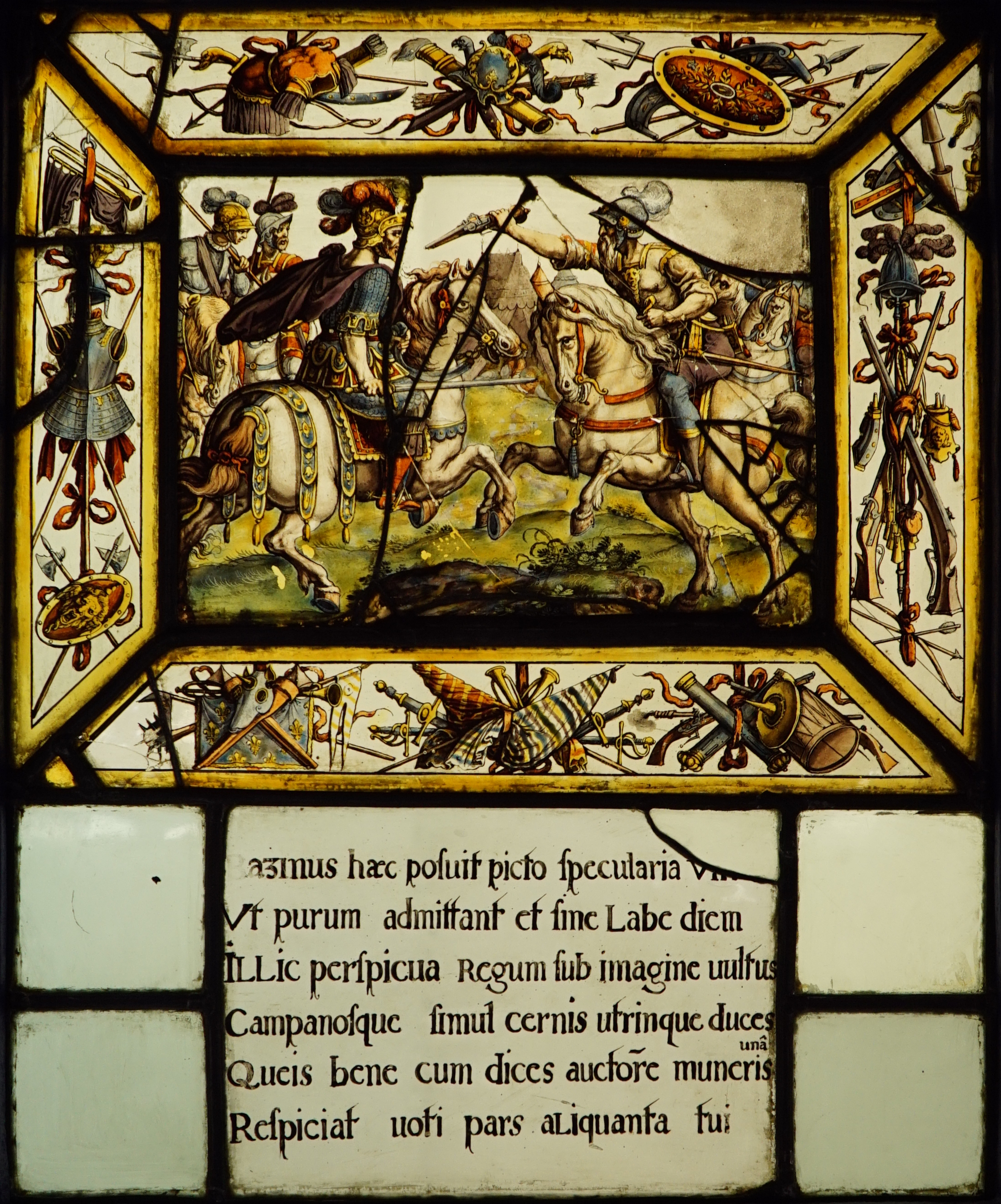
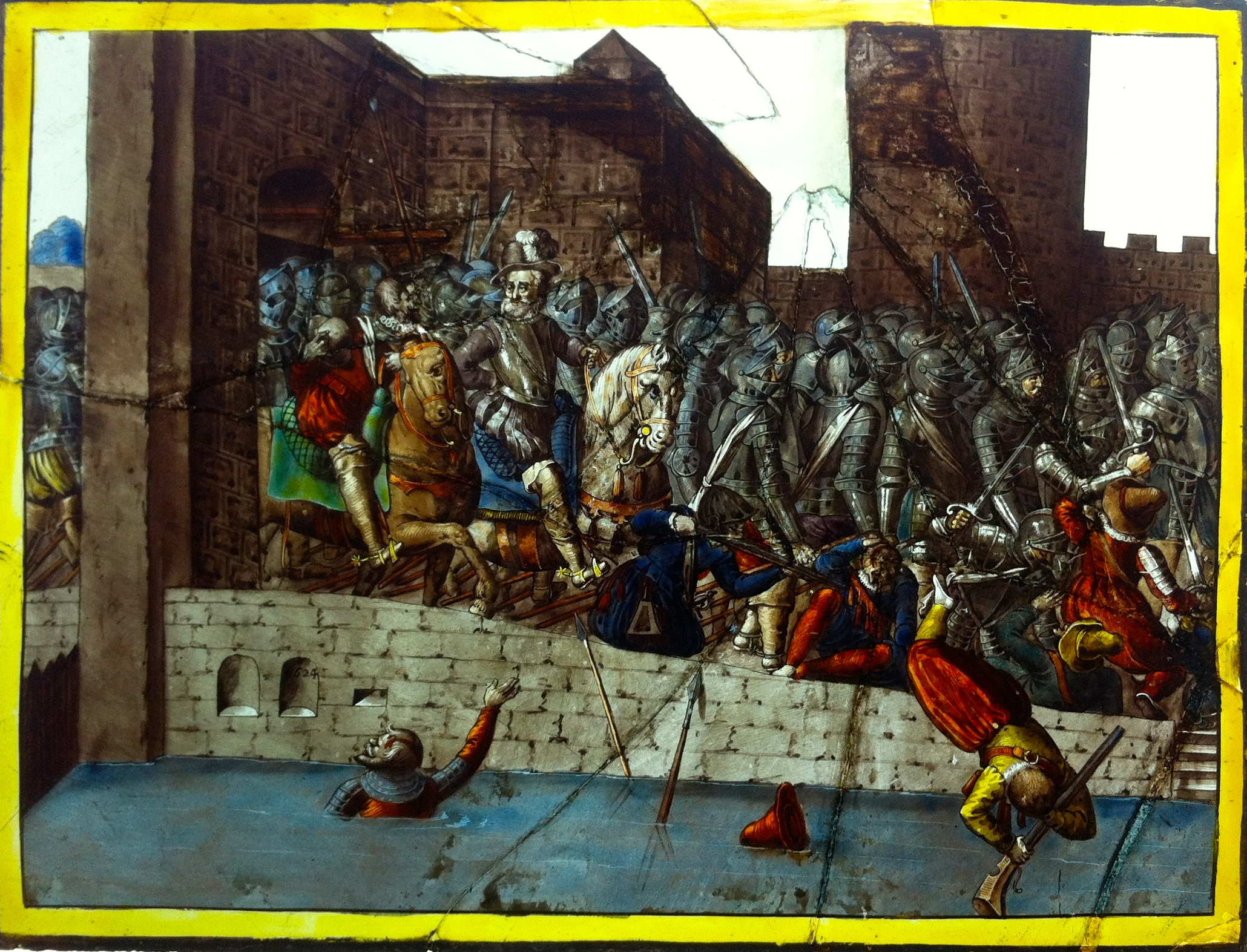
Entrée d'Henri IV à Paris,
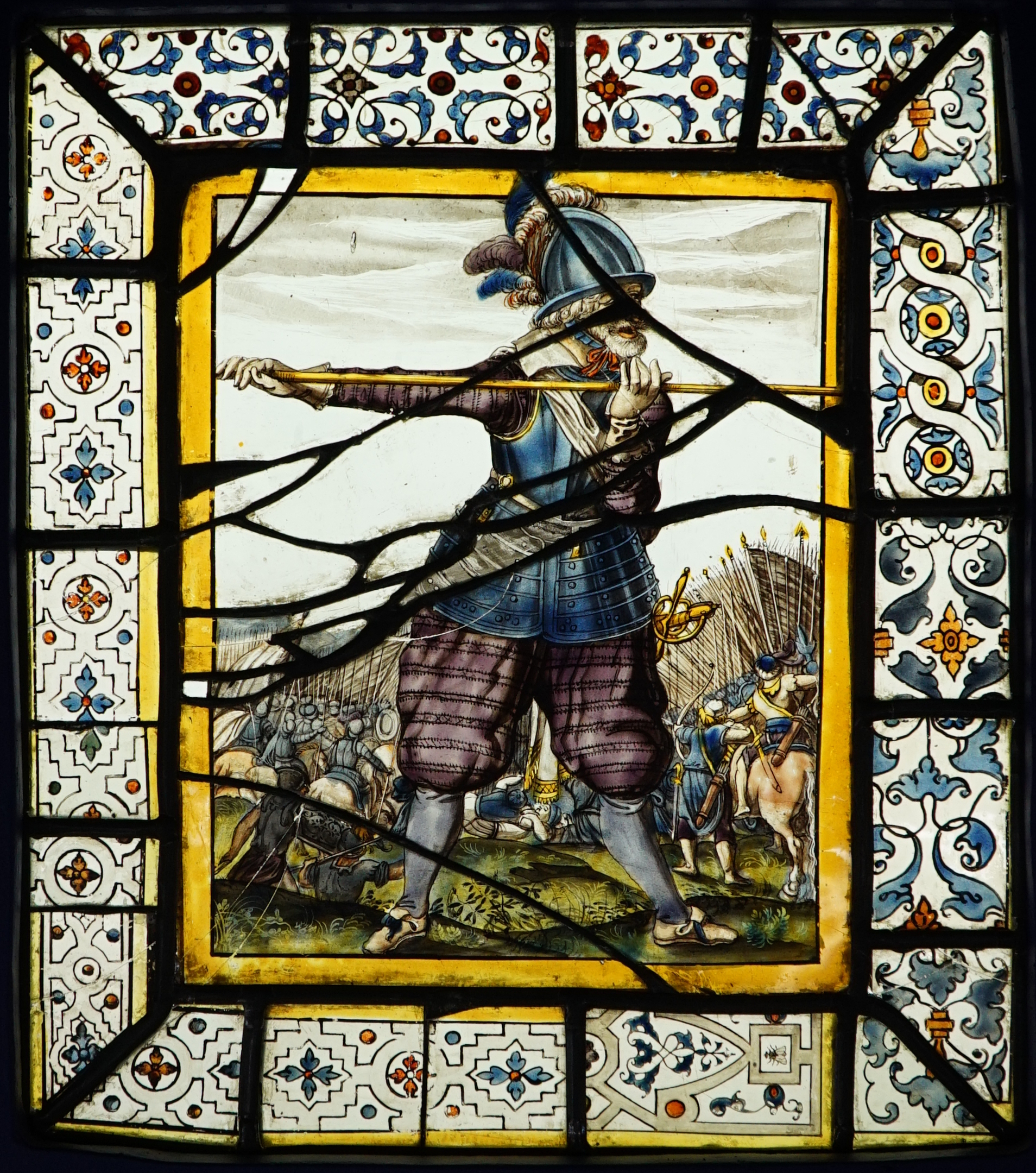
arquebusier,
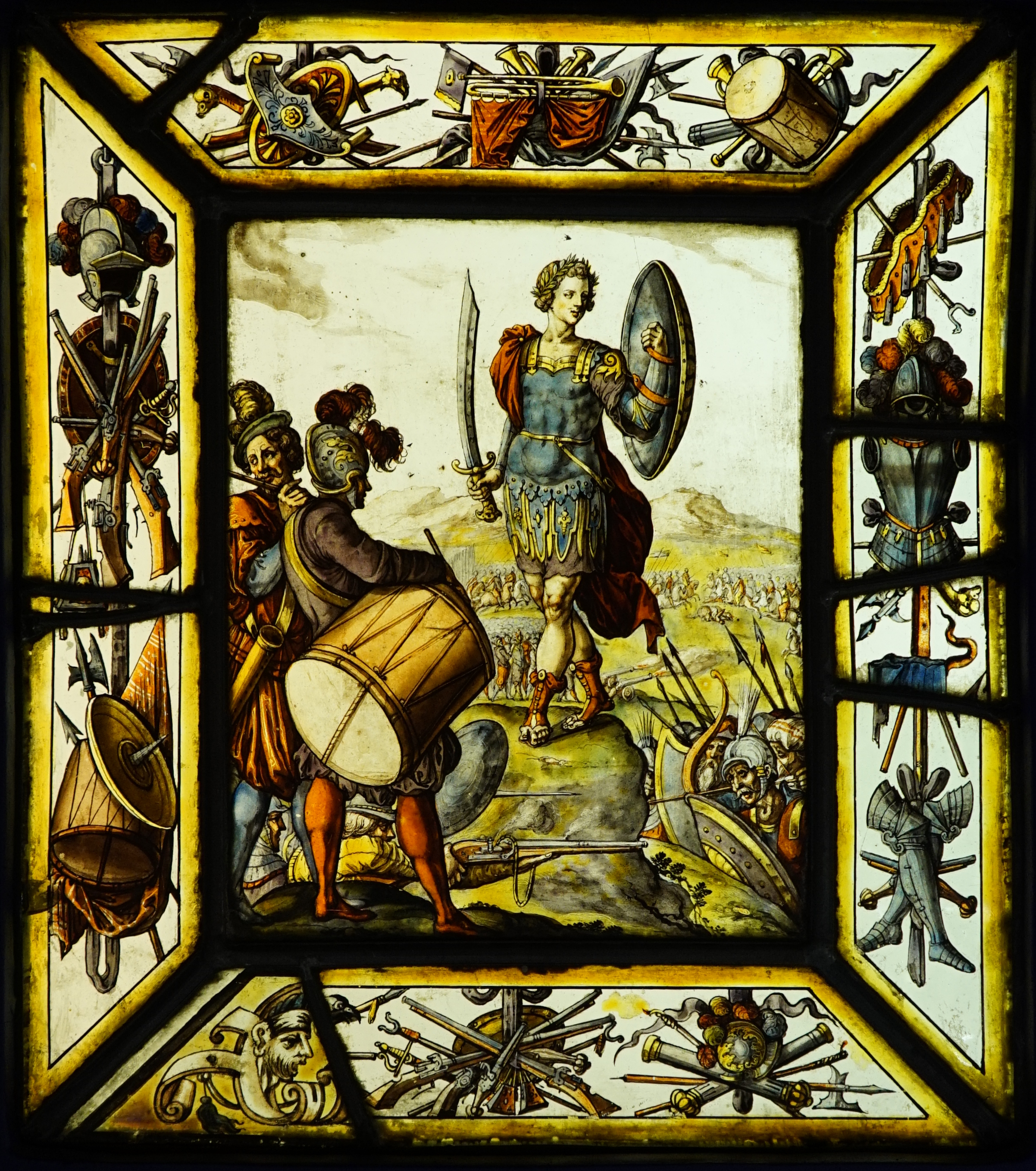
et soldat,
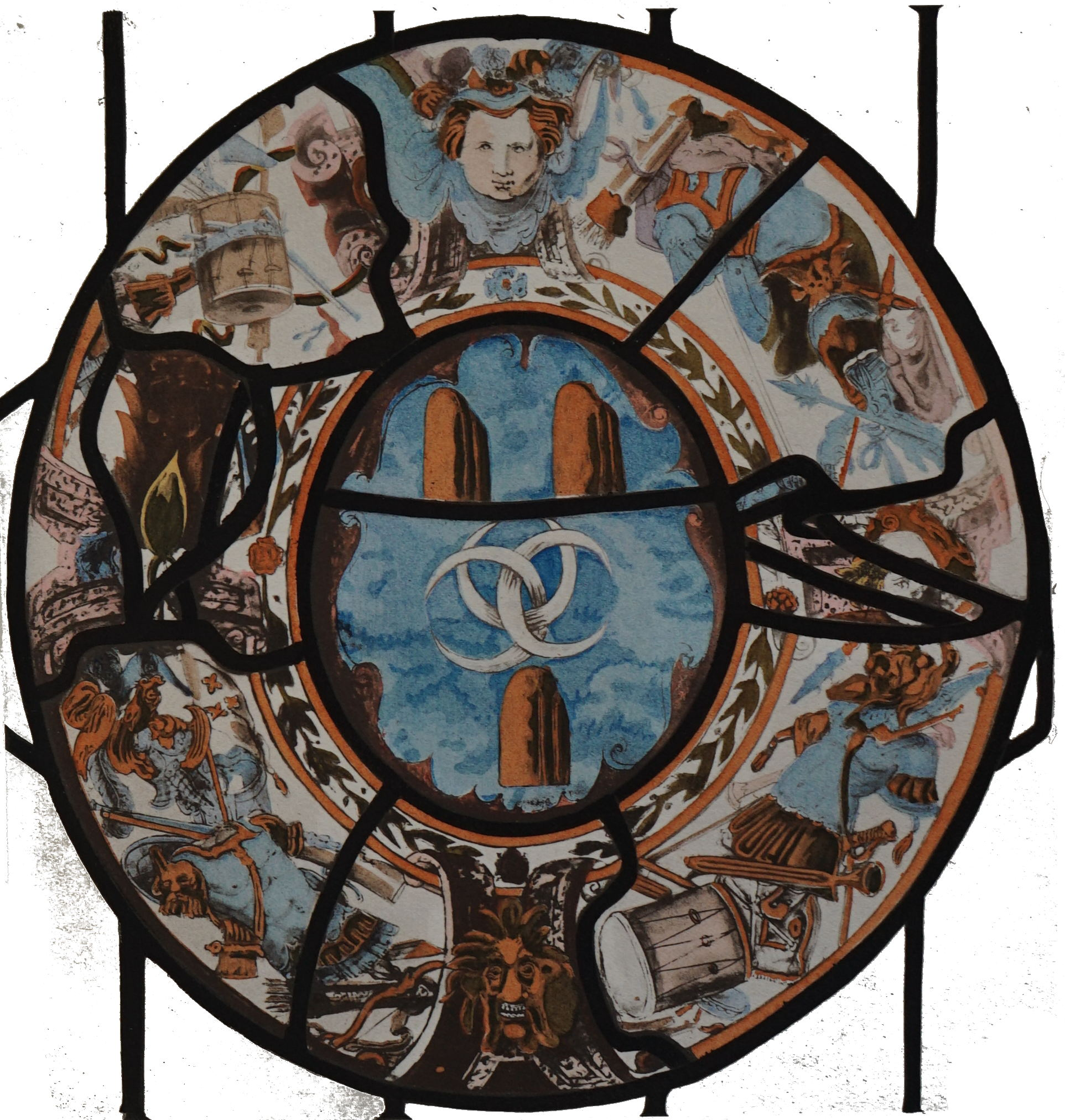
blason de la famille Bornot,
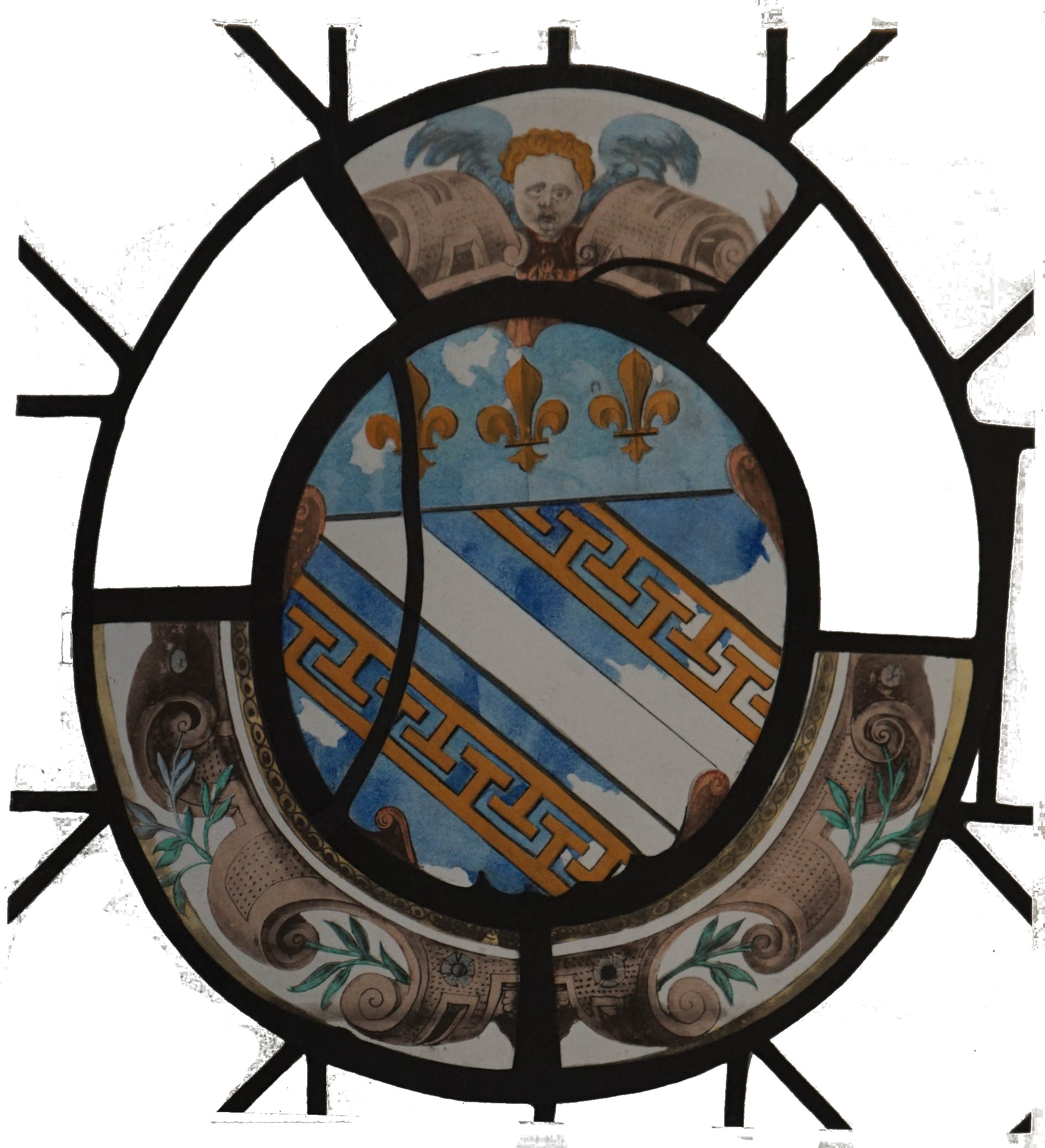
de Champagne par Linard Gonthier.
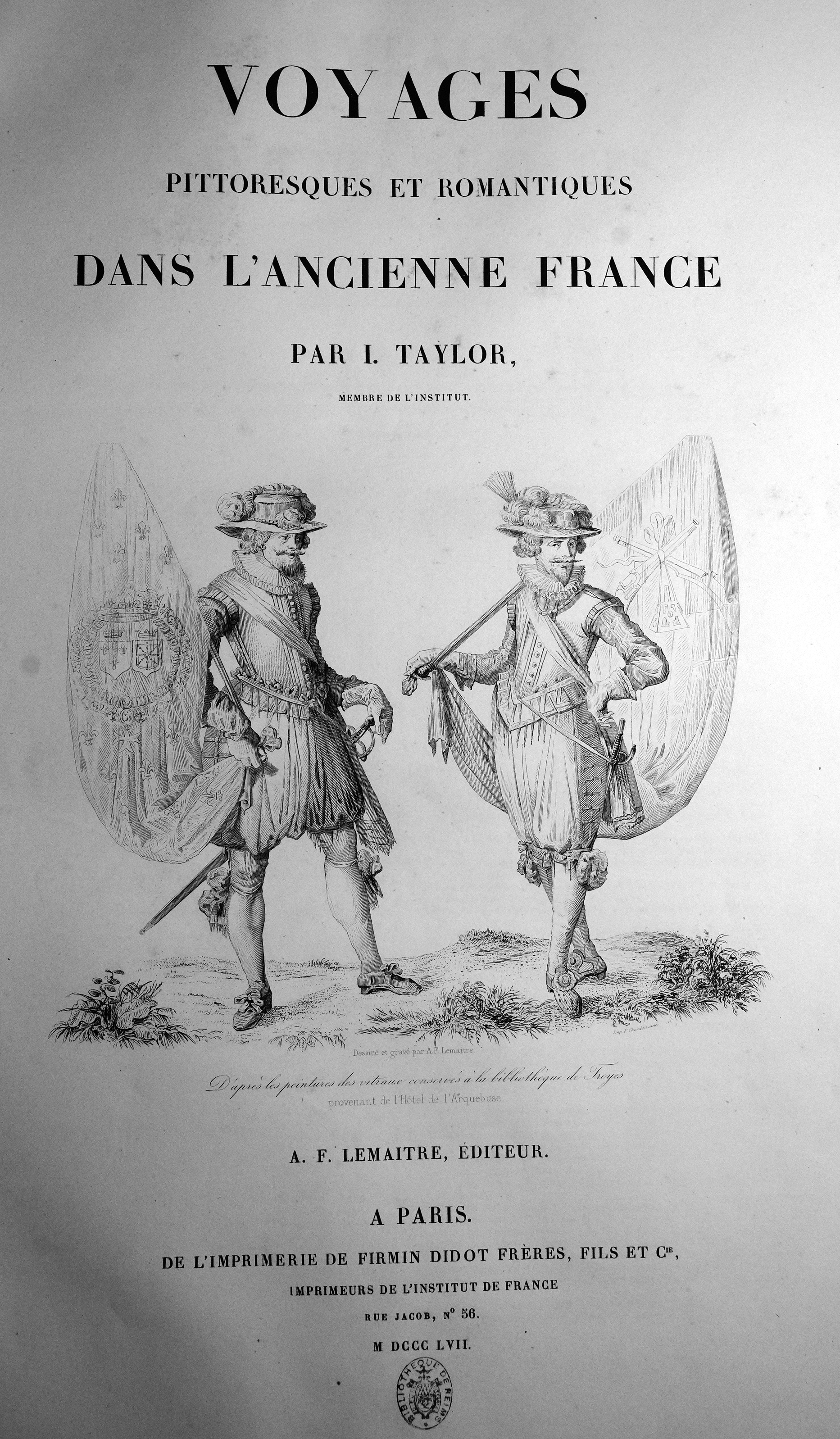
Représentation de vitraux in Voyages pittoresques et romantiques dans l'ancienne France.